# Annemarie Schimmel
Annemarie Schimmel (née le 7 avril 1922 à Erfurt, morte le 26 janvier 2003 à Bonn) est une spécialiste allemande des sciences islamiques.

## Biographie
Sa mère vient d'une famille de marins et son père est un employé des postes qui s'intéresse à la philosophie et à la mystique. À 15 ans, elle commence à apprendre l'arabe avec Hans Ellenberg (de), professeur à l'université d'Iéna. On lui permet d'avoir deux ans d'avance et elle obtient son abitur à 16 ans.

### Études et enseignement
Après un service volontaire de six mois, elle entre à l'université Humboldt de Berlin d'abord pour étudier la physique-chimie mais aussi l'histoire de l'art islamique et la langue arabe. Elle y suit notamment les cours d'Annemarie von Gabain. Le 20 novembre 1941, elle obtient son doctorat avec une thèse sur La position du calife et des cadis à la fin de l'Égypte médiévale. Jusqu'à la fin de la guerre, elle est traductrice à l'office des Affaires étrangères dirigé par Joachim von Ribbentrop. De mai à septembre 1945, elle est internée par l'armée américaine à Marbourg. En 1951, avec un travail sur l'amour mystique dans le mysticisme islamique, elle obtient un doctorat en histoire des religions de l'université de Marbourg, où elle devient professeur. En 1961, elle est professeur de langues orientales à l'université de Bonn puis de 1967 à 1992 à Harvard, aux États-Unis, où elle fonde un institut sur la culture indo-musulmane.
Elle enseigne aussi à la faculté de théologie d'Ankara, à l'institut ismaélite de Londres et à l'université d'Édimbourg. Au Pakistan, pays qu'elle affectionne, elle développe l'Instituts Goethe de Lahore.
Selon certains musulmans, Schimmel se serait convertie à l'Islam, prenant de le nom de « Jamila », mais elle-même a toujours nié cela. Elle est enterrée au cimetière évangélique de Bonn.

## Publications et controverse
Elle est l'auteur d'une centaine de livres, articles et publications. En 1995, elle remporte le Prix de la paix des libraires allemands. Mais cette attribution est controversée : une pétition signée par 270 éditeurs, 300 libraires et des personnalités comme Johannes Mario Simmel, Taslima Nasrin, Ralph Giordano, Alice Schwarzer, Elfriede Jelinek, Günter Wallraff, Bassam Tibi. Les signataires se réfèrent à un entretien télévisé d'Annemarie Schimmel, dans lequel elle dit comprendre la colère du monde islamique contre Les Versets sataniques de Salman Rushdie,,,,. Elle maintient son propos, affirmant que la critique sur les fatwas contre Rushdie, mais aussi contre Taslima Nasreen, est faite sans prendre en compte le contexte,. Avec son roman, Rushdie a « porté atteinte de façon blessante aux sentiments » des musulmans. Dans les mois qui suivent, certains de ses anciens élèves comme Gernot Rotter (de) s'en prennent à elle avec virulence. Une lettre ouverte demande au président Herzog de ne pas lui attribuer le prix,,,. Le jury du prix le lui remet tout de même,,,, tandis qu'Annemarie Schimmel s'excuse, en se disant « apolitique »,.

## Pour un rapprochement entre l'islam et l'Occident
Annemarie Schimmel milite pour une meilleure compréhension entre l'Islam et l'Occident et une coexistence pacifique entre les musulmans et non-musulmans. Elle fait connaître l'œuvre de Friedrich Rückert, poète et orientaliste. Elle se dit proche du soufisme et du poète Mohamed Iqbal. Elle a aussi rédigé plusieurs préfaces aux traductions de quelques ouvrages et poèmes de Frithjof Schuon.

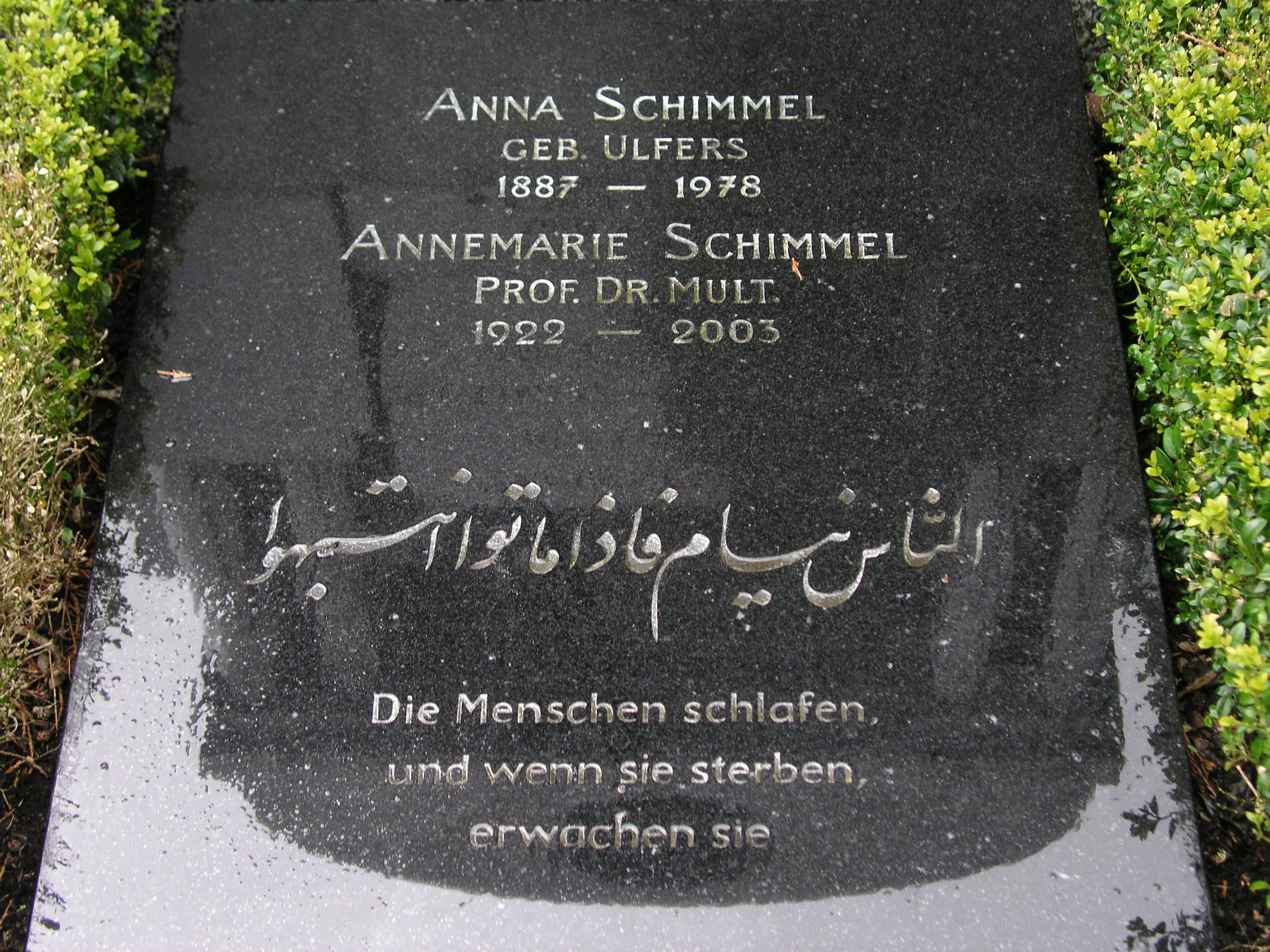
Tombe d'Annemarie Schimmel, à Bonn. La citation en arabe et traduite en allemand est un hadith que A. Schimmel avait découvert à l'âge de 18 ans: « Les hommes dorment. Quand ils meurent, ils s'éveillent. » (En arabe: الناس نيام فإذا ماتوا انتبهو)

## Récompenses et distinctions
- 1980: Prix Johann Heinrich Voß pour la traduction
- 1989: Croix de commandeur de l'Ordre du Mérite de la République fédérale d'Allemagne
- 1995: Prix de la paix des libraires allemands
- 1997: Membre d'honneur du Conseil central des musulmans d'Allemagne

## Œuvre

### Principales publications en allemand
- Kalif und Kadi im spätmittelalterlichen Ägypten. Dissertation, Leipzig 1943.
- Studien zum Begriff der mystischen Liebe im Islam. Dissertation, Marburg 1954.
- Pakistan – ein Schloß mit 1000 Toren. o.O. 1965.
- Mystische Dimensionen des Islam. Die Geschichte des Sufismus. 1975,  (ISBN 3-458-33415-7).
- Al-Halladsch. „O Leute, rettet mich vor Gott“.  (ISBN 3-451-04454-4).
- Rumi: Ich bin der Wind und du bist Feuer. Leben und Werk des Mystikers. Köln 1978. Neuauflage Diederichs, 2003,  (ISBN 3-89631-424-6).
- Islam in the Indian Subcontinent, Leiden 1980.
- Und Muhammad ist sein Prophet. Die Verehrung des Propheten in der islamischen Frömmigkeit. Düsseldorf 1981.
- Die orientalische Katze. Köln 1983.
- Einleitung und Anmerkungen zu: Der Koran, aus dem Arabischen übertragen von Max Henning. Stuttgart 1990.
- Der Islam. Eine Einführung. Stuttgart 1990,  (ISBN 3-15-008639-6).
- Berge, Wüsten, Heiligtümer. Meine Reisen in Pakistan und Indien. München 1994.
- Mystische Dimensionen des Islam. Die Geschichte des Sufismus. Frankfurt am Main I1995,  (ISBN 978-3-458-33415-6).
- Die Träume des Kalifen. Träume und ihre Deutung in der islamischen Kultur. München 1998.
- Gesang und Ekstase. Sufi-Texte des indischen Islam. München 1999,  (ISBN 3-466-20448-8).
- Im Reich der Großmoguln. Geschichte, Kunst, Kultur. Beck, München 2000,  (ISBN 3-406-46486-6).
- Kleine Paradiese. Blumen und Gärten im Islam. Freiburg 2001,  (ISBN 3-451-05192-3).
- Das islamische Jahr. Zeiten und Feste. 3. Auflage, Beck, München [Mai] 2011 (Erstausgabe 2001,  (ISBN 3-406-47567-1)),  (ISBN 978-3-406-61130-8) (Beck'sche Reihe).
- Morgenland und Abendland. Mein west-östliches Leben. Autobiografie. München 2002,  (ISBN 3-406-49564-8).

### Traductions en français
- Terres d'Islam : aux sources de l'Orient musulman, textes réunis et présentés par Annemarie Schimmel, Maisonneuve & Larose, 1994.
- Le soufisme ou Les dimensions mystiques de l'islam, trad. de l'anglais et de l'allemand par Albert Van Hoa, les Éd. du Cerf, 1996.
- Mon âme est une femme : la femme dans la pensée islamique, trad. de Meine Seele ist eine Frau de l'allemand par Sabine Thiel, J.-C. Lattès, 1998.
- Noms de personne en islam, trad. de l'anglais par Leïli Anvar-Chenderoff, Paris, Presses Universitaires de France, 1998
- L'incendie de l'âme : l'aventure spirituelle de Rûmî, traduit par Sylvie Carteron, Albin Michel, 1998.
- L'Islam au féminin : la femme dans la spiritualité musulmane, trad. de l'allemand par Sabine Thiel, Paris, Albin Michel, coll. « Spiritualités vivantes », 2001
- Introduction au monde du soufisme, trad. de Sufismus : eine Einführung in die islamiche Mystik de l'allemand par Marie-Béatrice Jehl, Dangles, 2004.
- Le soufisme ou les dimensions mystiques de l'Islam, trad. de l'Allemand par Albert van Hoa, Paris, Editions du Cerf, 2022.

## Crédit d'auteurs
- (de) Cet article est partiellement ou en totalité issu de l’article de Wikipédia en allemand intitulé « Annemarie Schimmel » (voir la liste des auteurs).